# Адольф, Балаж
Балаж Адольф (венг. Adolf Balázs; род. 5 сентября 1999, Будапешт) — венгерский гребец на каноэ, двукратный чемпион мира, чемпион Европы 2024 года, призёр чемпионатов мира и Европы. Участник летних Олимпийских игр 2020 и 2024 годов.

## Карьера
На чемпионате мира 2019 года в Сегеде завоевал первую серьёзную награду — серебро в одиночках на дистанции 5000 метров. В Копенгагене, в 2021 году, на чемпионате мира одержал победу на этой дистанции.
На летних Олимпийских играх в Токио, в 2021 году, принял участие в заездах каноэ-одиночках и двойках на 1000 метров. В одиночках квалифицировался в финал В и занял итоговое пятнадцатое место.
На чемпионате Европы 2022 года в Мюнхене завоевал две медали: серебро в одиночках на 5000 метров и бронзу в двойках на 1000 метров.
В Дуйсбурге, на чемпионате мира 2023 года, стал двукратным чемпионом мира на дистанции 5000 метров в каноэ-одиночках.
На летних Олимпийских играх в Париже, в 2024 году, принял участие в заездах каноэ-одиночках и двойках на 1000 метров. В одиночках квалифицировался в финал А и занял итоговое седьмое место, а в двойках занял итоговое шестое место.
В Самарканде, на чемпионате мира 2024 года, который состоялся сразу же после Олимпийских игр, Балаж в каноэ-двойках на дистанции 1000 метров завоевал серебряную медаль.